# Адріан Валкенір
Адріан Валкенір (нід. Adriaan Valckenier; 6 червня 1695 — 20 червня 1751) — двадцять п'ятий генерал-губернатор Голландської Ост-Індії.

## Біографія
Батьком Адріана був Пітер Ранст Валкенір, олдермен і директор відділення Голландської Ост-Індійської компанії (VOC) в Амстердамі, а дідом- Гілліс Валкенір- знаменитий політик часів Золотої доби. 22 жовтня 1714 року Адріан Валкенір відпавився до Батавії на кораблі "Linschoten". Він прибув до Ост-Індії 21 червня наступного року.
В 1726 році він став головним купцем, в 1727 головним бухгалтером; в 1730 став надзвичайним радником при Раді Індій, в 1733 році сам увійшов до Ради. В 1736 році він став першим радником і генеральним директором, а 3 травня 1737, після смерті Абрахама Патраса став новим генерал-губернатором.

## Батавська різанина (1740)
Саме за Валкеніра відбулась сумновідома різанина китайців, відома як Батавська різанина. Попередник Адріана, генерал-губернатор Гендрік Звардекроон всіляко заохочував імміграцію китайців до Батавії. Через кілька десятиліть населення міста майже наполовину складалось з китайців. вони працювали на будівництві житла і укріплень Батавії і на цукрових плантаціях за містом. Однак з 1725 року почалась криза цукрового виробництва. Об'єми торгівлі цукром падали, частково через конкуренцію з-боку Бразилії, частково через перехід на вирощування кави. Ще за губернатора Дірка ван Клоона почалися перші повстання китайських робітників, що втрачали роботу.
За керівництва Валкеніра заворушення поновились. Китайські робітники, що втратили роботу, масово покидали сільську місцевість і направлялись до великих міст. Стривожена влада почала видавати довідки на проживання і поселяла людей з довідками в спеціальних районах. Було висунуто пропозицію перевезти частину китайців на Цейлон або до Південної Африки. однак серед китайців пішли чутки, що їх планують посеред подорожі викинути за борт і заворушення тільки посилились.
Голландська влада підозрювала, що китайці Батавії можуть співпрацювати з повстанцями. Протягом 9-10 жовтня були проведені жорстокі обшуки в китайських кварталах, протягом яких було вбито кілька тисяч людей. Бійня тривала три дні. і ще кілька днів тривали грабування і підпали. Влада не намагалася зменшити насилля. За різними підрахунками загинули від 5000 до 10000 китайців.

## Звільнення і смерть
Густаф Віллем ван Імгофф, політичний противник Валкеніра, протестував проти цього насильства. Він був заарештований і відправлений до Нідерландів, де керівництво компанії, на нещастя Валкеніра, підтримало погляди ван Імгоффа. Валкенір також був звинувачений в знищенні кавових плантацій: побоюючись перевиробництва, він вирубав їх майже наполовину. Керівництво компанії звинуватило його в збитках на 168 000 флоринів. Валкенір був знятий з посади губернатора. Його арештували і швидко відпустили, однак 25 січня 1742 року він був повторно заарештований. Почався довгий і складний судовий процес, що тривав більше десяти років. Адріан Валкенір помер у в'язниці 20 червня 1751 року. Його поховали без церемоній. 